# Калво (Империја)
Калво је насеље у Италији у округу Империја, региону Лигурија.
Према процени из 2011. у насељу је живело 382 становника. Насеље се налази на надморској висини од 58 м.